# Сан-Тиагу (Минас-Жерайс)
Сан-Тиагу (порт. São Tiago) — муниципалитет в Бразилии, входит в штат Минас-Жерайс. Составная часть мезорегиона Кампу-дас-Вертентис. Входит в экономико-статистический микрорегион Сан-Жуан-дел-Рей. Население составляет 10 691 человек на 2006 год. Занимает площадь 574,017 км². Плотность населения — 18,6 чел./км².
Праздник города — 25 июля.

## История
Город основан 1 января 1949 года.

## Статистика
- Валовой внутренний продукт на 2003 год составляет 78 647 679,00 реалов (данные: Бразильский институт географии и статистики).
- Валовой внутренний продукт на душу населения на 2003 год составляет 7500,26 реалов (данные: Бразильский институт географии и статистики).
- Индекс развития человеческого потенциала на 2000 год составляет 0,727 (данные: Программа развития ООН).

## География
Климат местности: горный тропический.

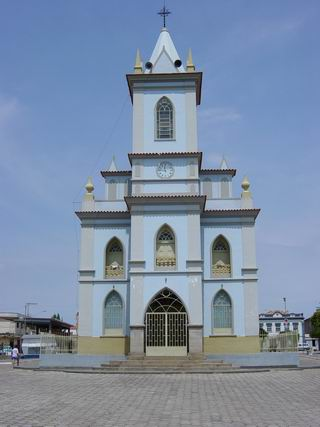
Собор